# Festival Tour 2003
Il Festival Tour 2003 è stato il sesto tour del duo musicale italiano Paola & Chiara, a promozione del quarto album in studio Festival (2002).

## Date
| Data              | Città            |
| ----------------- | ---------------- |
| 12 luglio 2003    | Latina Scalo     |
| 13 luglio 2003    | Artena           |
| 19 luglio 2003    | Barletta         |
| 20 luglio 2003    | Canosa di Puglia |
| 26 luglio 2003    | Mola di Bari     |
| 27 luglio 2003    | L'Aquila         |
| 2 agosto 2003     | Canicattì        |
| 3 agosto 2003     | Siracusa         |
| 9 agosto 2003     | Spoleto          |
| 14 agosto 2003    | Tusa             |
| 16 agosto 2003    | Subiaco          |
| 21 agosto 2003    | Udine            |
| 23 agosto 2003    | Ferrara          |
| 26 agosto 2003    | Celano           |
| 7 settembre 2003  | Frosinone        |
| 9 settembre 2003  | Luogosanto       |
| 11 settembre 2003 | Reggio Calabria  |
| 12 settembre 2003 | Catanzaro        |
| 16 settembre 2003 | Lanciano         |